# Блеђо Супериоре
Блеђо Супериоре (итал. Bleggio Superiore) је насеље у Италији у округу Тренто, региону Трентино-Јужни Тирол.
Према процени из 2011. у насељу је живело 1529 становника. Насеље се налази на надморској висини од 634 м.

## Становништво
| 1931. | 1936. | 1951. | 1961. | 1971. | 1981. | 1991. | 2001. | 2011. |
| ----- | ----- | ----- | ----- | ----- | ----- | ----- | ----- | ----- |
| 2.058 | 1.794 | 1.837 | 1.759 | 1.365 | 1.418 | 1.494 | 1.529 | 1.600 |